# Marcel Miracle
Pour les articles homonymes, voir Miracle (homonymie).
Marcel Miracle, né Marc Magnin en 1957 à Moramanga (Madagascar), est un écrivain, artiste et illustrateur français et suisse.

## Biographie
Marcel Miracle, d'origine franco-suisse, est géologue de formation. Il exerce le métier d'enseignant parallèlement à son activité artistique jusqu'en 2014[réf. nécessaire].
Depuis les années 1990, Marcel Miracle développe une importante production de dessins et de collages, détournant les objets parfois les plus infimes dans un univers de rêve où l'ironie le dispute à l'inquiétude. En 2008, il fait paraître Visions de Thamühl chez art&fiction, suivi une année plus tard par Au-delà Lisboa pour lequel il reçoit le Prix des Charmettes/Jean-Jacques Rousseau en 2010.

## Regards sur l'œuvre
Marcel Miracle élabore une œuvre fondée sur l'association de mots et de dessins. À partir des objets hétéroclites qu'il collecte – coquilles brisées, os de seiche, brindilles, capsule rouillée, caoutchoucs coloré, papiers et autres résidus de son quotidien ou de ses périples sahariens – Marcel Miracle construit une cosmogonie  par le dessin, le collage et les textes, nouvelles, poèmes, annotations, et titres auxquels il porte un soin particulier. Son œuvre puise ses références dans le chamanisme africain, dans les œuvres d'Arthur Cravan, de Perec, de Borgès et de Malcolm de Chazal. Ses dessins et ses collages empruntent aux miniatures catalanes, à Paul Klee et aux surréalistes tels que Breton, ou Tourski. Son travail graphique est régulièrement exposé en Belgique, en France et en Suisse. Ses livres d'artiste et recueil de poèmes et nouvelles, souvent accompagnés d'illustrations, ont fait l'objet de publications remarquées : dans une lettre de 2005, « Michel Thévoz salue la pensée graphique de Miracle ».

## Principales expositions
- Voie lactée, Galerie aliceday, Bruxelles, 2012
- Nuit d'émeute sur la piste, Galerie Artesol, Soleure, 2011
- Autofictions et mythologies personnelles, Théâtre Forum Meyrin, Genève, 2011
- Marcel Miracle, Galerie Ligne Treize, Genève, 2010
- Salon du dessin contemporain, Paris, 2010
- Ce que j’ai sous les yeux, Musée d’art et d’Histoire, Saint Denis, 2009
- Bande Annonce II, Galerie aliceday, Bruxelles, 2009
- Fabula graphica 1, Galeries de l'Aître Saint Maclou, Rouen, 2009
- Marcel Miracle, Galerie aliceday, Bruxelles, 2007
- Attirare l’Attenzione, Centre d'art mobile, Besançon, France, 2006
- Draw, Galerie du jour agnès b., Paris, 2005
- Marcel Miracle (1er volet), Galerie Hors Jeu, Genève
- Trait d’Union, CRAC Languedoc-Roussillon, Sète, 2005
- Continuer inlassablement de retourner le champ invisible, collection particulière de Franck André Jamme, Librairie Calligramme, Cahors, 2005
- Dessins et des autres, Galerie Anne de Villepoix, Paris, 2004
- Cabinet de dessins et d’œuvres sur papier, Galerie Jean Brolly, Paris, 2003
- Essai de définition du monde, Galerie du Chai Terral, Saint-Jean de Védas, 2002
- Dessins choisis, Forum Culturel du Blanc Mesnil, France, 2001
- Dessins choisis, Alliance Ethio-française, Addis Abéba, Éthiopie, 2000
- Abidjan, Antananarivo, Bamako, Chailly, Jaïpur, Kinshasa, Le pavé dans la mare, Besançon, France, 1996

## Publications
- Nuit d'émeute sur la piste, Lausanne, art&fiction, 2014
- Petit manuel de minéralogie prophétique, Lausanne, art&fiction, 2012
- Au-delà Lisboa, Lausanne, art&fiction, 2009
- Visions de Thamühl, Lausanne, art&fiction, 2008
- L’organisation du monde, Paris, Onestar Press, 2004
- Motus, Marcel Miracle et Franck André Jamme, Paris, Jacques Potte éditeur, 1999

## Distinctions
- Prix des Charmettes/Jean-Jacques Rousseau, 2010.